# 劉義賓
兴安肃侯劉義賓（5世紀—448年），南朝宋长沙景王刘道鄰第五子。
宋文帝元嘉二年（425年），封新野县侯。元嘉六年（429年），因為新野荒敝，改封兴安县侯。劉義宾早年歷任黄门郎、秘书监、左卫将军、辅国将军（府吏有司馬王玄謨、行參軍顏師伯）。曾舉薦蔡超、江淳之、賀道養。元嘉二十三年二月癸卯（446年4月1日），出任南兗州刺史。元嘉二十四年八月癸卯（447年9月23日），改任徐州刺史。
元嘉二十五年（448年），劉義宾去世，追赠后将军，谥曰肃侯。长子劉綜袭爵。

## 家庭
- 兴安惠侯劉綜
  - 興安侯劉憲
- 晉平太守劉琨
  - 南豐王劉頒